# Die Ökonomie des unschuldigen Betrugs
Der Essay Die Ökonomie des unschuldigen Betrugs (The Economics of Innocent Fraud: Truth for Our Time) ist das letzte Buch von John Kenneth Galbraith, in dem er v. a. auf den von ihm bezeichneten Abschied von der Wirklichkeit aufgrund des vorherrschenden volkswirtschaftlichen Credos eingeht. Das Buch erschien 2004.

## Inhalt des Buches
John Kenneth Galbraith beginnt zunächst mit der Einleitung und einer persönlichen Anmerkung, worin er sich auf die Tatsache stützt, dass in den modernen Volkswirtschaften die Konzerne eine beherrschende Stellung einnehmen. Die Kernthese seines Essays lautet, dass die Volkswirtschaftslehre, aber auch  Wirtschafts- und politische Systeme aus finanziellen und politischen Interessen und aufgrund kurzlebiger Modetrends ihre eigene Version der Wahrheit kultivieren. Als Grund für „unschuldigen Betrug“ nennt Galbraith überkommene volkswirtschaftliche Lehrmeinungen, aber auch tief verwurzelte ökonomische Vorurteile. Zudem setzt sich laut Galbraith im wirklichen Leben, in der Realität, nicht die Wahrheit durch, sondern die jeweils herrschende (intellektuelle) Mode und das finanzielle Eigeninteresse.
Die „unschuldigen Betrügereien“ sind laut Galbraith:
1. Die Ersetzung des Begriffs „Kapitalismus“ durch „Marktwirtschaft“ im wirtschaftlichen und politischen Diskurs. Der Verbraucherkonsum wird laut Galbraith zu einem großen Teil von der Unternehmensleitung durch Werbung und andere Formen der Überzeugung kontrolliert und manipuliert. Galbraith führt aus, dass der Markt in der traditionellen wirtschaftswissenschaftlichen Lehre mit der Konsumentensouveränität gleichgesetzt wird, also mit der Macht der Verbraucher, zu entscheiden, welche Waren erzeugt, angeboten und verkauft werden. Dem Verbraucher, dem obersten Herrscher, müsse sich das produzierende Unternehmen, der Kapitalist, unterwerfen. Doch sei diese Art der ökonomischen Demokratie derart weit hergeholt, dass sie keinen Bestand hatte, nicht einmal in den Lehrbüchern. In Wirklichkeit, so Galbraith weiter, setzen die Unternehmen alles daran, Preise nach eigenem Belieben festzusetzen und künstliche Nachfrage nach ihren Gütern zu schaffen. Zu diesem Zweck nutzen sie das gesamte Instrumentarium der Monopol- und Oligopolbildung, der Produktgestaltung und -differenzierung.
2. Die Verwendung des Bruttoinlandsprodukts (BIP) als Standardmaß für wirtschaftlichen und größeren sozialen Fortschritt. Das BIP, argumentiert Galbraith, misst nur die vom Produzenten beeinflusste Produktion von Sachgütern und Dienstleistungen, nicht jedoch das Bildungsniveau, nicht das literarische und künstlerische Schaffen, sondern bemisst sich an der Anzahl der produzierten Automobile. Jedoch, fährt Galbraith fort, sind die herausragenden Leistungen der Menschheitsgeschichte künstlerische, literarische, religiöse und wissenschaftliche Werke und diese sind in Gesellschaften entstanden, in denen sie sich höchster Wertschätzung erfreut haben – sie alle wurden in Gemeinschaften geschaffen mit einem sehr niedrigen Bruttoinlandsprodukt (BIP).